# Aalmoezeniersbrug

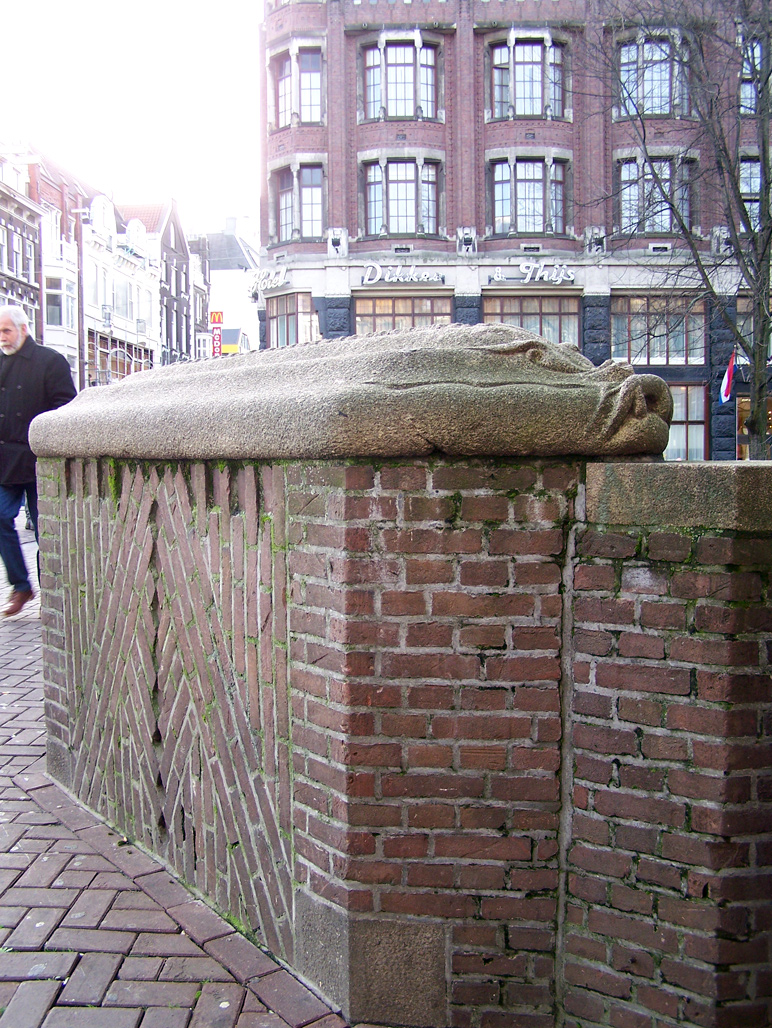
Fabeldier van Hildo Krop en siermotief

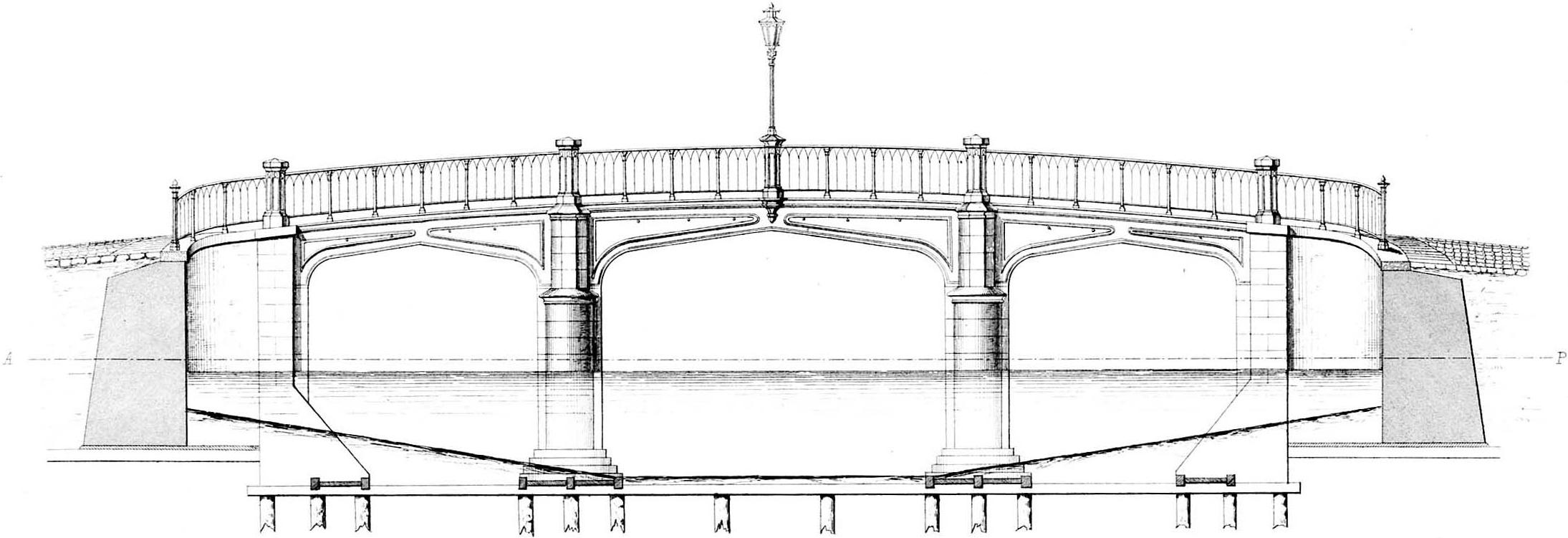
Het brugontwerp van B. de Greef (1860)

De Aalmoezeniersbrug (brug nr. 68) is een vaste brug in Amsterdam-Centrum.

## Ligging
De brug is gelegen in de Leidsestraat en overspant de Prinsengracht. De naam verwijst naar het bestedelingenhuis of aalmoezeniershuis, dat gevestigd was aan de Prinsengracht. Het originele opvanghuis voor arme wezen en weduwen was gevestigd naast wat meer dan een eeuw lang het Amsterdamse Paleis van Justitie was en waarmee, althans het gebouw, het in de 19e eeuw samengevoegd werd. In 2017 staat het leeg. Overigens ligt in de Prinsengracht over de Leidsegracht brug 93, die tot 2016 de officieuze naam Bestedelingenbrug droeg, maar sinds 2007 de Pieter Goemansbrug heet.

## Geschiedenis
De Aalmoezeniersbrug (toen nog alleen aangeduid met brugnummer 68) vormde in de Leidsestraat samen met de Koningssluis en brug 43 de uitvalsweg van Amsterdam-Centrum naar Amsterdam-West. Rond 1860 werd op deze plek een brug gebouwd volgens een ontwerp van stadsarchitect Bastiaan de Greef. De straat en bruggen werden door toenemend verkeer te smal. Vanwege met name de trams werden de bruggen aangepast (alleen op de bruggen is er plaats voor tramhaltes). Het ontwerp van de nieuwe brug kwam van Piet Kramer. Hij had een plaatbrug voor ogen met drie doorvaarten en landhoofden/pijles van bak- en natuursteen. De vleugels vertonen daarbij een siermotief. De plannen voor de brug dateren van 1916 toen voor de drie bruggen een budget was gereserveerd van 150.000 gulden. Dat bleek bij uitvoer echter onvoldoende; de Eerste Wereldoorlog maakte grondstoffen flink duurder. In de jaren 1920/1921 was het budget bijna verdubbeld. Dat had zijn gevolgen, want de Aalmoezeniersbrug werd verrijkt met balustrades van siersmeedwerk en een aantal granieten beeldhouwwerken (vier fabeldieren) van Hildo Krop. Vanaf 2002 is de brug een rijksmonument. Aan de andere kant kon de gemeente flink besparen, een demping van de Leidsegracht ten behoeve van verkeer kon achterwege blijven. In de jaren zeventig verloor de Leidsestraat haar functie als verkeersweg; het werd voetgangersgebied.

## Verkeer
De verkeerssituatie op de brug is vanwege het autovrij zijn van de Leidsestraat aangepast. Het verkeer rijdt hier links (op zijn Engels dus; het komt er op neer, dat het verkeer hier kan keren naar de andere kade van de Prinsengracht). De tramlijnen 2 en 12 rijden rechts (Nederlands). Daartussen manoeuvreren de fietsers, etc. zoals het hun uitkomt.
Lekkeresluis ·
Prinsensluis ·
Leliesluis ·
Nieuwe-Wercksbrug ·
Reesluis ·
Berensluis ·
Brug 66 ·
Angenietje Swartbrug ·
Aalmoezeniersbrug ·
Brug 69 ·
Walenweeshuissluis ·
De Duifbrug ·
Brug 75 ·
Frans Hendricksz. Oetgensbrug
1 · 2 · 3 · 4 · 5 · 6 · 7 · 8 · 9 · 10 · 11 · 12 · 13 · 14 · 15 · 16 · 17 · 18 · 19 · 20 · 21 · 22 · 23 · 24 · 25 · 26 · 27 · 28 · 29 · 30 · 31 · 32 · 34 · 35 · 36 · 37 · 38 · 39 · 40 · 41 · 42 · 43 · 44 · 45 · 46 · 47 · 48 · 49 · 50 · 51 · 52 · 53 · 54 · 55 · 56 · 57 · 58 · 59 · 60 · 61 · 62 · 63 · 64 · 65 · 66 · 67 · 68 · 69 · 70 · 71 · 72 · 73 · 74 · 75 · 76 · 77 · 78 · 79 · 80 · 81 · 82 · 84 · 85 · 86 · 87 · 88 · 89 · 90 · 91 · 92 · 93 · 94 · 95 · 96 · 97 · 98 · 99 · >>>
Brugnummers 33 en 83 zijn niet (meer) vergeven